# Siegfried Maser
Siegfried Maser (* 30. November 1938 in Stuttgart; † 10. März 2016) war ein deutscher Philosoph, Mathematiker und Physiker.

## Leben
Siegfried Maser verbrachte seine Schulzeit zwischen 1945 und 1958 in Korntal bei Stuttgart. 1958 begann er sein Studium der Philosophie, Mathematik und Physik in Stuttgart und Tübingen. 1965 promovierte er bei Max Bense am Institut für Philosophie und Wirtschaftstheorie der Technischen Hochschule Stuttgart über Gottlob Frege, worauf er bis 1969 als Wissenschaftlicher Assistent bei Bense tätig war. Maser habilitierte in Stuttgart mit einer Arbeit über Numerische Ästhetik. Er erhielt die Venia legendi für Logik und Logistik mit besonderer Berücksichtigung der Kommunikationsforschung.
1969 betätigte er sich als Universitätsdozent in Stuttgart und zwischen 1969 und 1971 als Dozent für Allgemeine Kommunikationstheorie am Institut für Umweltplanung an der ehemaligen Hochschule für Gestaltung Ulm. Zwischen 1971 und 1978 war er Professor für Systemforschung und Planungstheorie im Fachbereich Experimentelle Umweltgestaltung der Hochschule für Bildende Künste in Braunschweig, deren Rektor er von 1976 bis 1978 war.
Ab 1978 war er Professor für Designtheorie an der Bergischen Universität in Wuppertal. 1983 wurde Maser als Prorektor für Studium und Lehre ins Rektorat von Josef M. Häußling gewählt und 1987 zum Rektor der Bergischen Universität bis 1991. Von 1993 bis 2003 war er hier Prüfungsausschuss-Vorsitzender. 2004 wurde Maser emeritiert.
Maser engagierte sich in Ägypten, in der slowakischen Partner-Universität in Košice und in seiner Wahlheimatstadt Wuppertal, hier vor allem für die Patenschaft mit Liegnitz. Maser leitete seit 1994 den Wuppertaler Freundeskreis Liegnitz e. V. In dieser Funktion trieb er den freundschaftlichen Dialog zwischen beiden Städten voran und erwarb sich große Verdienste um die deutsch-polnische Verständigung. Auch das Hilfsprogramm zugunsten kranker polnischer Kinder ist unter Masers Führung realisiert worden. Dieses Programm hilft Liegnitzer Kindern, die durch das Einatmen ungefilterter Schwermetalldämpfe der Liegnitzer Kupferhütte schwer erkrankt sind.

## Ehrungen und Auszeichnungen
Maser erhielt 1991 die Ehrenpromotion durch die Technische Universität Košice. Am 14. September 2005 wurde ihm das Bundesverdienstkreuz am Bande verliehen. Ende 2009 erhielt er den Orden des Lächelns für seine Verdienste um Kinder in Wuppertals Partnerstadt Legnica. Er ist außerdem Träger des Wuppertaler Toleranzordens. 2013 wurde ihm für seine Verdienste um die deutsch-polnischen Beziehungen das Kommandeurkreuz des Verdienstordens der Republik Polen verliehen.

## Publikationen
- Numerische Ästhetik. Neue mathematische Verfahren zur quantitativen Beschreibung und Bewertung ästhetischer Zustände. Krämer, Stuttgart / Bern 1970.
- Grundlagen der Allgemeinen Kommunikationstheorie. Kohlhammer, Stuttgart / Berlin / Köln / Mainz 1971.
- Zur Planung gestalterischer Projekte. Die Blaue Eule, Essen 1993, ISBN 3-89206-549-7.
- Zahlreiche Aufsätze zu Wirtschaftstheorie und Designtheorie, dazu Katalogtexte, Vorworte und Reden aus seiner kulturellen und hochschulpolitischen Arbeit.